# Opération Tombola

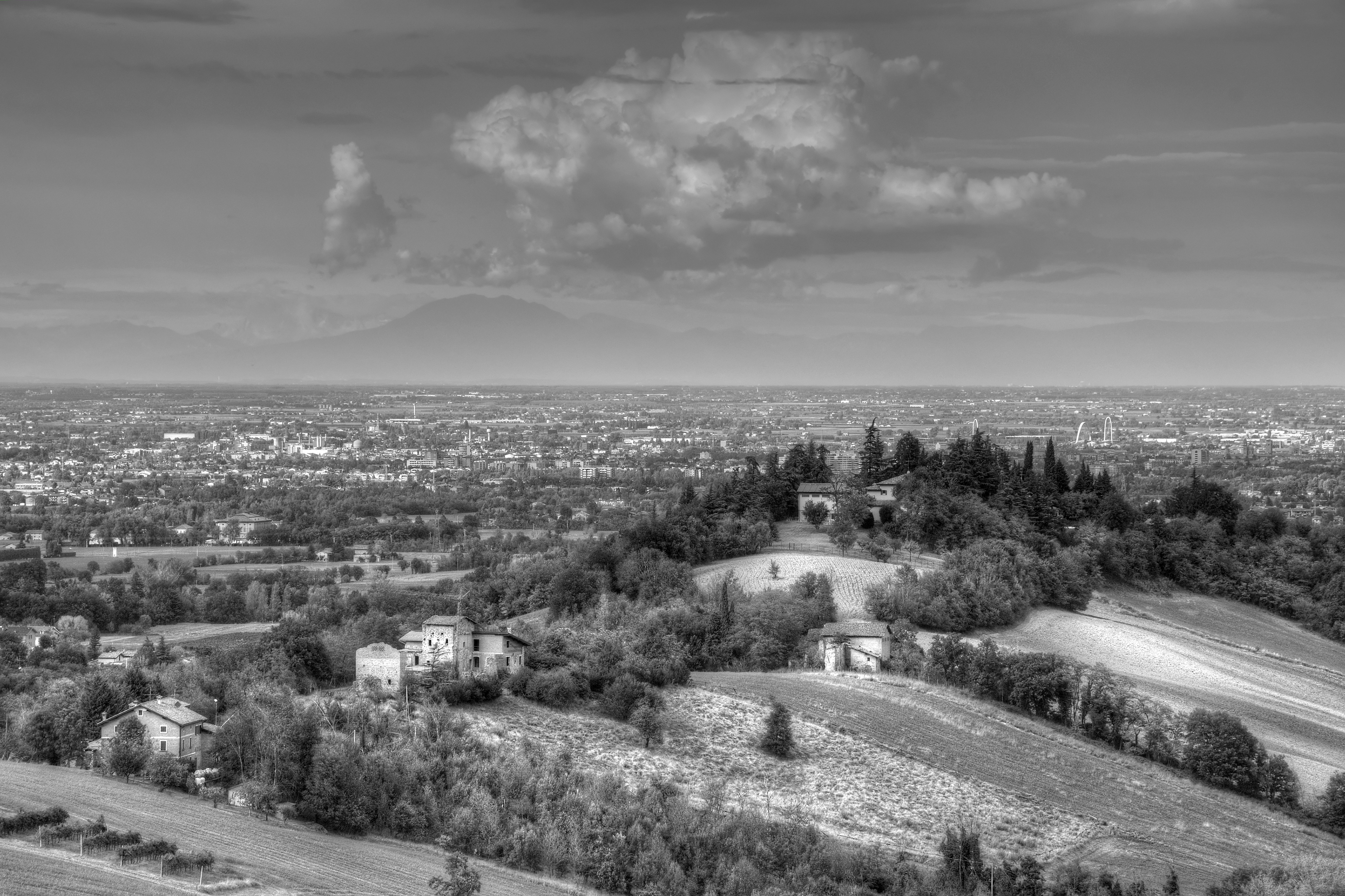
Paysage italien ressemblant au zone de saut lors de l’opération en 1945 (photo de 2011)

L'Opération Tombola est le nom de code donné à l'opération, pendant la Seconde Guerre mondiale, qui consista à couper les voies de ravitaillement et de communication allemandes en Italie et effectué par le Special Air Service sous les ordres du major Roy Farran.
De retour de l’opération Wallace, Roy Farran prévoit de parachuter 50 hommes du 2e SAS entre La Spezia et Bologne. Il les accompagne avec l’ordre strict de ses supérieurs de ne pas sauter.
Le 23 mars 1945, au-dessus de la zone de largage un message urgent est envoyé; mauvaise nouvelle, commandant Farran tombé de l’avion, aussitôt suivi d’un second message bonne nouvelle Farran portait un parachute.

Les résistants qui accueillent les SAS sont un mélange indiscipliné de nationalistes, de communistes et de prisonniers de guerre russes évadés. Ils s’avèreront tous d’excellent combattants. La tâche de Farran et de ses hommes dans cette opération nommée Tombola, consiste à en faire un bataillon opérationnel et à les mener au combat. Farran se taille une réputation respectable parmi ses nouvelles recrues, lorsqu’il arrange un largage d’armes et de matériel immédiat. Pendant que son équipe se prépare au combat, Farran, qui est un prisonnier de guerre évadé, reprend son nom d’emprunt de l’opération Wallace; Paddy Mac Guinty.
L’opération Tombola a non seulement pour but de couper les voies de ravitaillement et de communication allemandes mais aussi de rejoindre la 5e Armée. L’une de leur action consiste à attaquer de nuit le quartier général du LIe corps d’armée allemand à Albinea.
Espérant détruire la base et de surcroît capturer le général commandant en chef de la base, Farran déploie 100 hommes dont un joueur de cornemuse pour le plus grand plaisir des résistants. Une fois l’effet de surprise dissipé, ils ouvrent le feu sur les deux villas abritant le quartier général au son de la cornemuse. Quand les munitions viennent à manquer, Farran ordonne le retrait. Le quartier général est anéanti et 30 allemands ont été tués, mais le général allemand est malheureusement absent cette nuit-là.
L'opération a aussi permis à un certain nombre d'aviateurs alliés, qui étaient cachés par des civils dans la région de retourner également vers les lignes amies.